# At Christmas
At Christmas es el octavo álbum de estudio y el primer álbum navideño de larga duración después del EP I'll Be Home for Christmas grabado por la cantante estadounidense de country Sara Evans. Lanzado el 17 de noviembre del 2014 a través de RCA Records Nashville. La copia física del álbum fue lanzada exclusivamente a través de las tiendas Walmart.

## Lista de canciones
| CD  |                                                      |          |  |
| N.º | Título                                               | Duración |  |
| 1.  | «At Christmas»                                       | 2:54     |  |
| 2.  | «The Twelve Days of Christmas (Con Olivia & Audrey)» | 3:23     |  |
| 3.  | «The Twelve Days of Christmas (Con Olivia & Audrey)» | 4:25     |  |
| 4.  | «Silent Night»                                       | 4:54     |  |
| 5.  | «Winter Wonderland»                                  | 2:36     |  |
| 6.  | «O Holy Night»                                       | 4:54     |  |
| 7.  | «Run Rudolph Run»                                    | 3:24     |  |
| 8.  | «I'll Be Home for Christmas»                         | 3:54     |  |
| 9.  | «Go Tell It on the Mountain»                         | 3:48     |  |
| 10. | «O Come All Ye Faithful»                             | 4:47     |  |